# Wasserschloss (Hamburg)

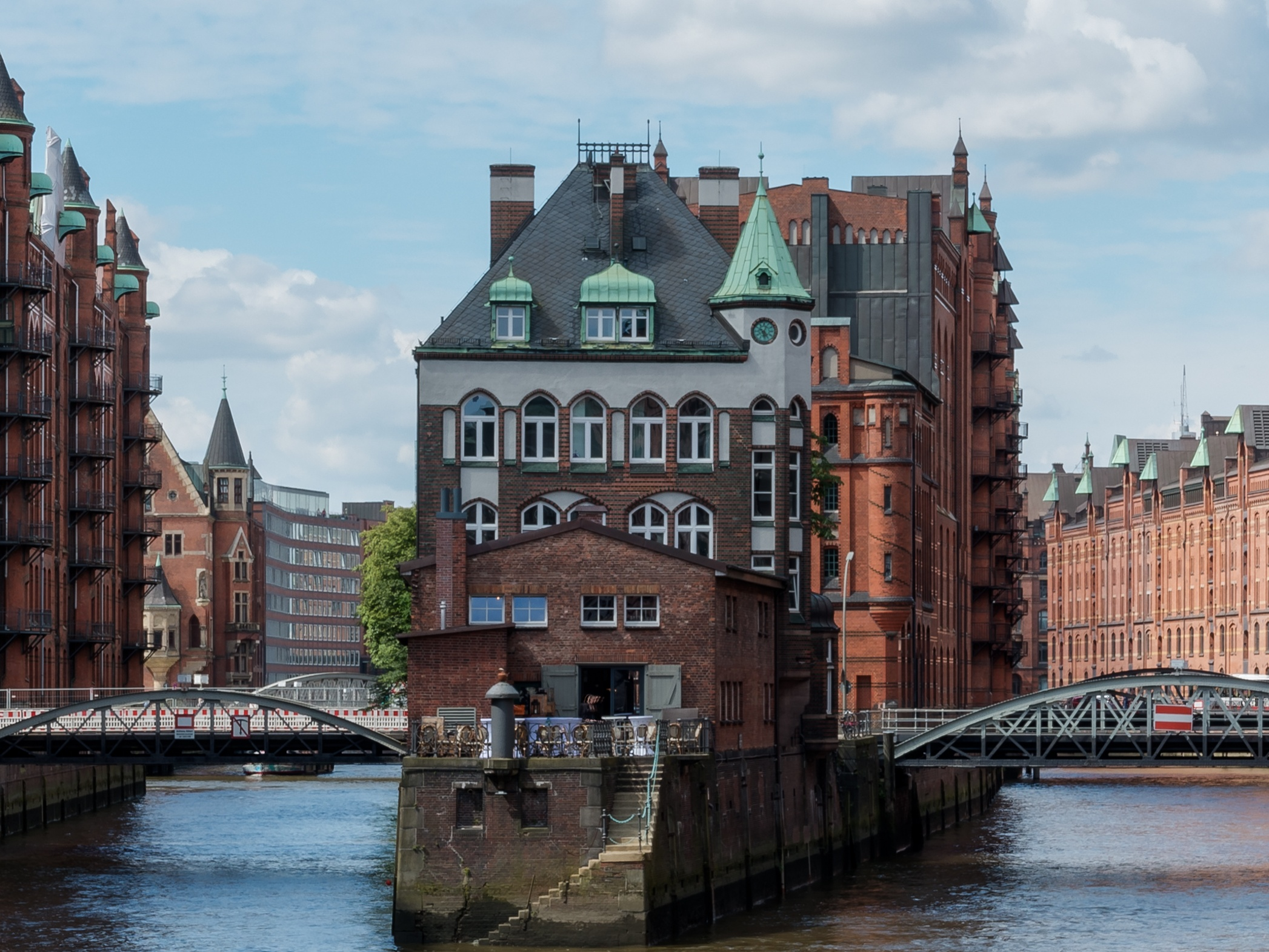
Wasserschloss 2016, Ansicht von Osten (Poggenmühlenbrücke)

Das Wasserschloss ist ein historisches Gebäude in der Hamburger Speicherstadt.

## Lage

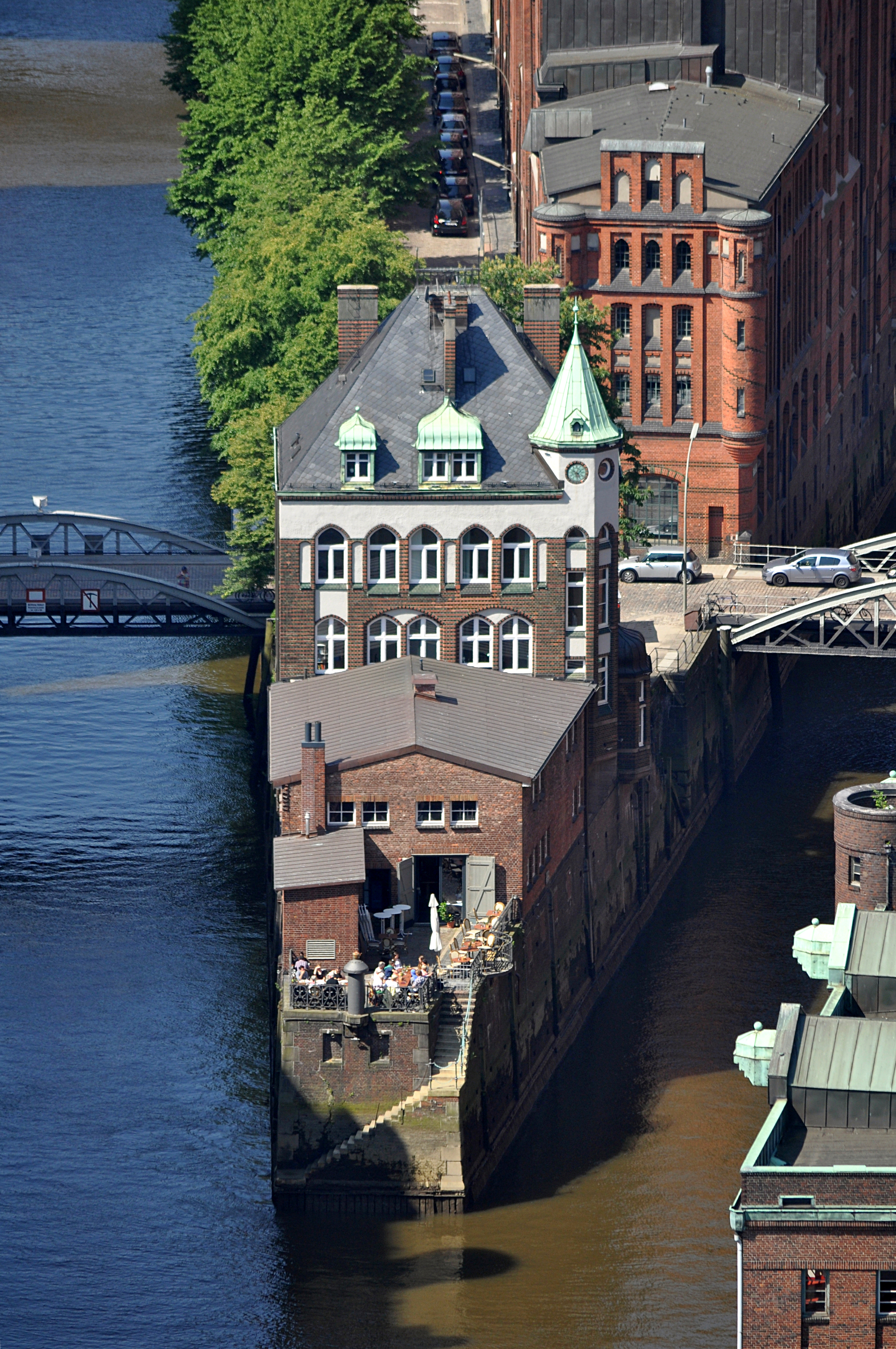
Luftbild (2013)

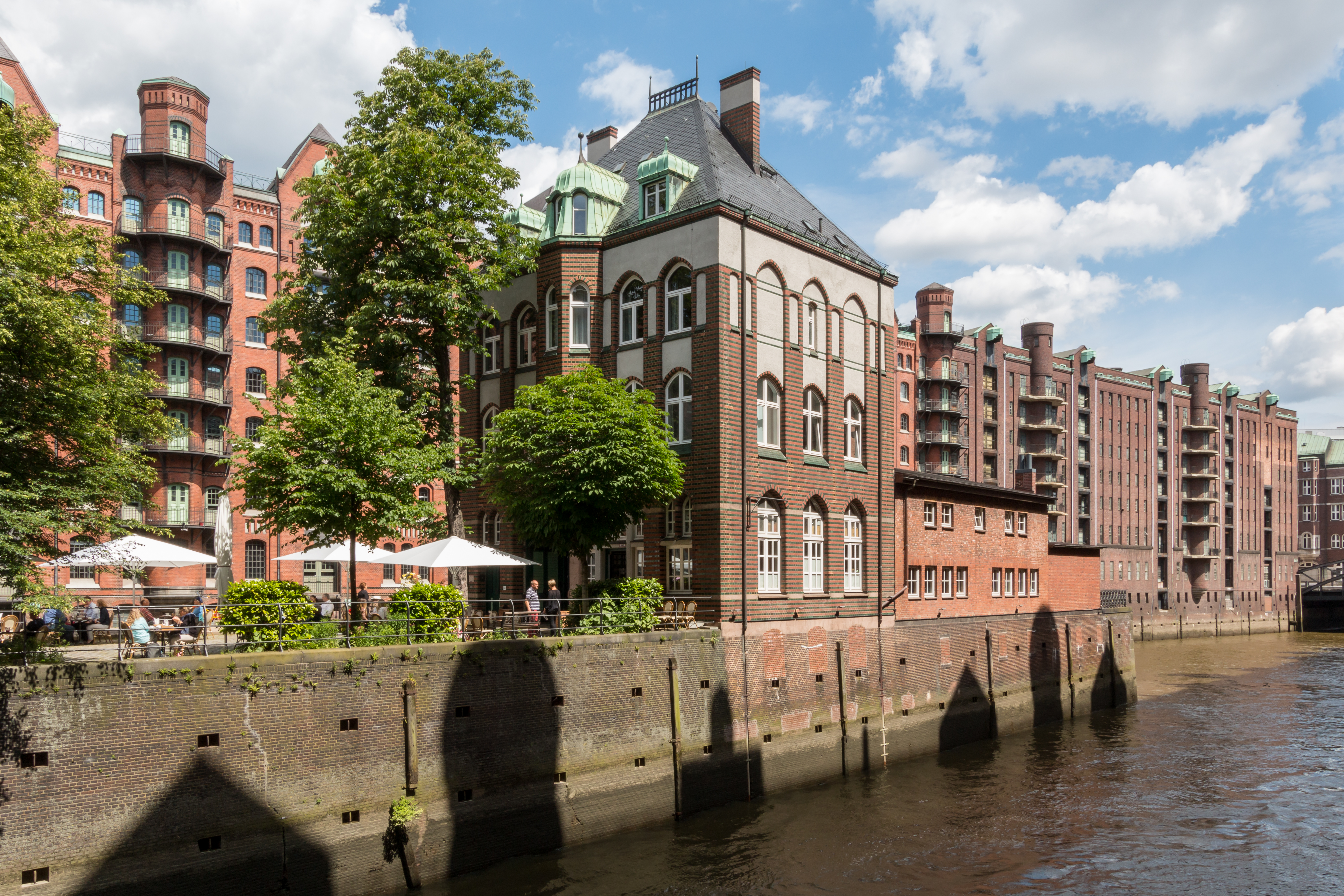
Ansicht von Südwesten (2016)

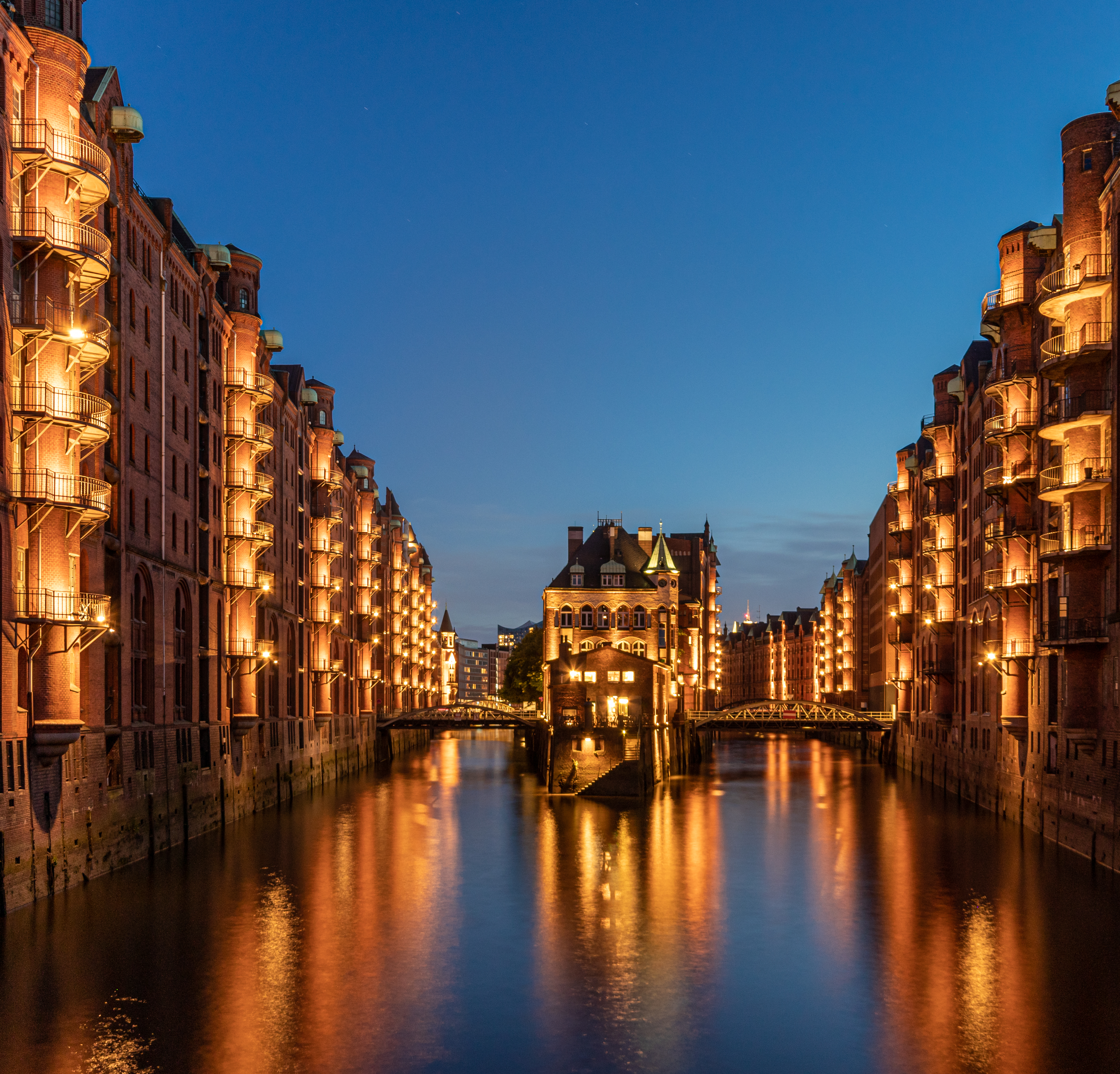
Illuminiert am Abend (2019)

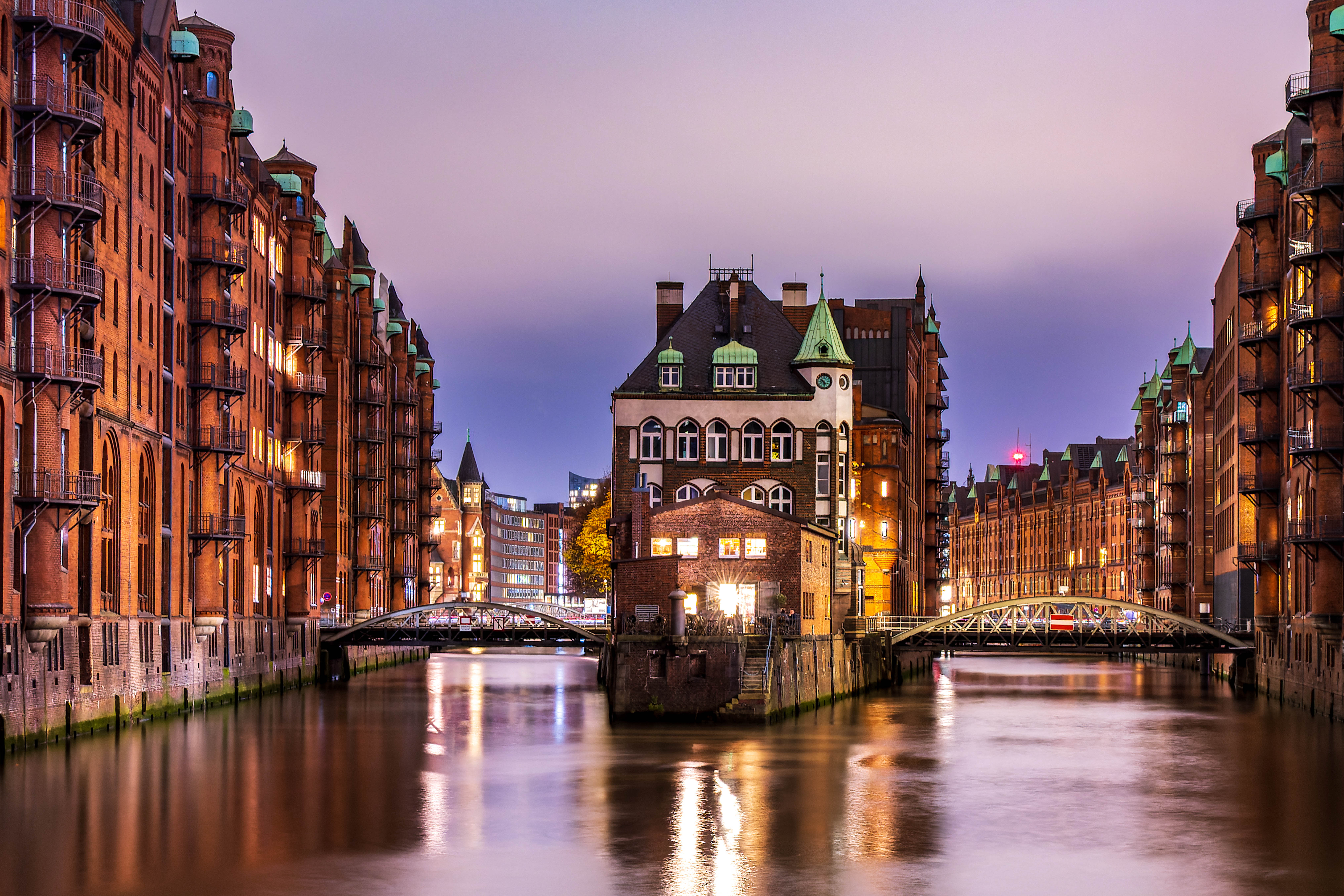
Das Wasserschloss (Hamburg) bei im Zuge der Energiekrise ausgeschalteter Illumination des Lichtkünstler Michael Batz (November 2022)

Das Wasserschloss liegt auf einer Halbinsel in exponierter Lage zwischen zwei Fleeten: am Zusammenfluss von Wandrahmsfleet und Holländischbrookfleet. Die offizielle Adresse ist: Dienerreihe 4, 20457 Hamburg. Die Straße Dienerreihe verbindet die Straßen Alter Wandrahm und Brooktorkai. Nächste U-Bahn-Haltestelle ist die Station Meßberg. Seit 1991 ist das Wasserschloss unter Denkmalschutz gestellt. 

## Architektur
Das vierstöckige Gebäude wurde zwischen 1905 und 1907 im Zuge des dritten Bauabschnitts der Speicherstadt (1899 bis 1912) erbaut und ist eines der bekanntesten Wahrzeichen in dem historischen Lagerhauskomplex.
Die Gestaltung entstand vermutlich nach Entwürfen der Architekten Bernhard Hanssen und Emil Meerwein, die auch am Bau des Hamburger Rathauses beteiligt waren. Die Backstein-Fassade ist in historisierenden Formen gehalten und wurde mit Glasziegelbändern und Gliederungen in Granit ausgestattet. Weitere Merkmale sind das grüne Kupferdach, die hohen Bogenfenster und runden Erker. Der einzige Turm ist ein Uhrentürmchen mit Zierbändern aus grünen Glasurziegeln und roten Granitsteinen. Der flache wasserseitige Anbau an der Rückseite des Wasserschlösschens gehört nicht zum ursprünglichen Bauwerk, sondern wurde in der Nachkriegszeit aus Trümmersteinen errichtet. Bis in die jüngste Vergangenheit befanden sich in dem Gebäude Büros und Lagerräume.

## Nutzung
Ursprünglich wurde das Wasserschloss als Unterkunft und Werkstatt für die sogenannten Windenwärter genutzt, die für die Wartung und Reparatur der hydraulischen Speicherwinden zuständig waren. Die Winden waren ein wichtiger Bestandteil der Speicherhäuser: Es gab – und gibt bis heute – keine Lastenaufzüge. Sämtliche Waren wurden mit Winden außen an den Fassaden zu den Lagerböden der Speicher hochgezogen bzw. von dort herabgelassen.
Die für die Wartungsarbeiten erforderlichen, zum Teil schweren Ersatzteile konnten von hier aus über die Straßen und Kanäle transportiert werden. Auf dem Wasserweg über zwei Kräne an der Ostseite des Gebäudes, zu Land über eine alte Pflasterstraße, die direkt in das Gebäude führt und hinter den großen Flügeltüren des Wasserschlösschens endet.
Heutzutage wird das Gebäude gewerblich genutzt. Im Erdgeschoss befindet sich eine Gewerbefläche für Teehandel mit angeschlossener Gastronomie.  
Wegen seiner prominenten Lage und Architektur ist das Wasserschloss ein beliebtes Fotomotiv und diente wiederholt als Kulisse für Fernsehproduktionen, beispielsweise für die TV-Kinderserie „Die Pfefferkörner“. Es ist zudem „Außentraustelle“ des Standesamts Hamburg-Mitte.